# Grono Konserwatorów Galicji Zachodniej

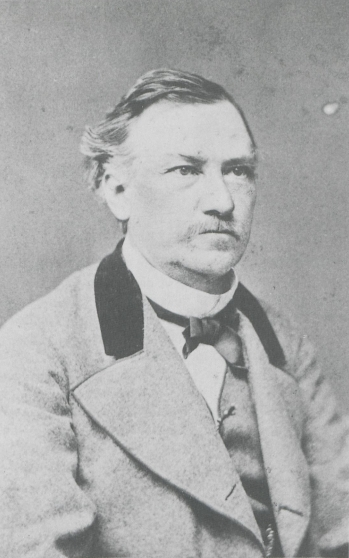
Józef Łepkowski (1826–1894)

Grono Konserwatorów Galicji Zachodniej – instytucja ochrony zabytków, która zajmowała się ochroną, konserwacją i restauracją zabytków w Galicji Zachodniej. Istniała w latach 1889–1923 z siedzibą w Krakowie.

## Historia
W 1850 roku powstała Komisja Archeologiczna Towarzystwa Naukowego Krakowskiego, która odbudowała zniszczone zabytki po wielkim pożarze Krakowa. W tym samym roku w Wiedniu utworzono Centralną Komisję Badań i Konserwacji Zabytków w celu ochrony zabytków Cesarstwa Austriackiego, w skład którego wchodziła Galicja. W 1873 r. Centralna Komisja została zreorganizowana w Centralną Komisję Badań i Konserwacji Zabytków Historycznych i Artystycznych, która została podzielona na trzy sekcje: archeologiczną, zabytków architektury i sztuki oraz zabytków archiwalnych.
W dniach 24-25 maja 1888 r. w gmachu Muzeum Narodowego w Krakowie odbył się I Zjazd Konserwatorów Galicji. Podczas obrad podjęto decyzję o powołaniu w Galicji Wschodniej i Zachodniej organizacji, których zadaniem będzie pomoc i koordynacja działań konserwatorów i członków korespondentów w zakresie funduszy przeznaczanych corocznie przez Sejm krajowy Galicji na konserwację i restaurację zabytków. Ich organy wykonawcze (komitety) mieściły się we Lwowie i Krakowie. Zjazd podjął również uchwałę o rozpoczęciu inwentaryzacji zabytków i opracowaniu mapy okręgów konserwatorskich.
17 grudnia 1889 r. w Krakowie zachodniogalicyjscy konserwatorzy i członkowie korespondencyjni założyli Grono Konserwatorów Galicji Zachodniej. W 1911 r., zgodnie z reformami w Galicji, ustanowiono stanowisko jedynego konserwatora państwowego, co przekształciło lwowskie Grono w Towarzystwo Miłośników Starożytności. W 1916 r. konserwatorzy zachodniogalicyjscy na zebraniu postanowili zreorganizować swoją organizację w Krajowe Grono Konserwatorów Galicji Zachodniej. W 1923 r. instytucja ochrony zabytków przestała istnieć.
W latach 1898 i 1904 opublikowano dwa tomy „Tek Konserwatorskich”.
W czasie jej istnienia pracowali dla organizacji: Włodzimierz Demetrykiewicz, Stanisław Krzyżanowski, Sławomir Odrzywolski, Zygmunt Hendel, Adolf Szyszko-Bohusz, Eustachy Stanisław Sanguszko i wielu innych.

## Kierownictwo
- Józef Łepkowski (1889–1894)[1][5]
- Marian Sokołowski (1894)[1]
- Stanisław Tomkowicz[2]

## Zobacz
- Grono Konserwatorów Galicji Wschodniej